# 茅畲乡
茅畲乡，中国浙江省台州市黄岩区下辖的一个街道。

## 行政区划
茅畲乡现辖：
山卡村、鸟山村、西泉村、上横村、下横村、上街村、上庄村、东边村、下街村、西边村、浦洋村、白浦岙村、大礼村和大礼岙村。